# يوخن بارتش
يوخن بارتش (بالألمانية: Jochen Partsch)‏ (ولد 29) أبريل عام 1962 في هاملبورغ  ، فرانكونيا السفلى) هو سياسي ألماني٬ ينتمي لتحالف 90/الخضر. يشغل منصب رئيس بلدية دارمشتات منذ 21 يونيو 2011. ويعد بذلك أول رئيس بلدية من حزب الخضر يرأس بلدية في ولاية هيسن.

## النشاط الحزبي
يعتبر بارتش من مؤسسي جمعية الخضر في باد كيسينجين عام 1983.
خاض بارتش الانتخابات الرئاسية الألمانية 2012، كمرشح عن حزب الخضر.